# Joel Benjamin
Joel Benjamin (New York, 11 maart 1964) is een Amerikaanse schaker. In 1977 werd hij FIDE meester (FM), toen de jongste in de geschiedenis van de VS, en in 1986 werd hem de grootmeestertitel (GM) toegekend. Hij werd drie keer kampioen van de Verenigde Staten, in 1987, 1997 en 2000.
In 1980 en 1982 werd hij jeugdkampioen en in 1985 won hij het open schaakkampioenschap van de VS. In datzelfde jaar remiseerde hij met Judit Polgár. Hij is de auteur van het boek Unorthodox Openings (1987), samen met Eric Schiller.
- Het 28e world open dat van 28 juni t/m 4 juli 2000 in Philadelphia werd gespeeld, werd na de tie-break gewonnen door Joel Benjamin met 7 punten uit negen ronden. Er eindigden acht spelers met zeven punten.
- Het 29e World open 2001 werd in juli in Philadelphia gespeeld en het werd met zeven punten uit negen ronden gewonnen door Alexander Goldin. Joel Benjamin die eveneens zeven punten scoorde, werd tweede.